# آلسیو سستو
آلسیو سستو (انگلیسی: Alessio Sestu؛ زادهٔ ۲۹ سپتامبر ۱۹۸۳) بازیکن فوتبال اهل ایتالیا است.
از باشگاه‌هایی که در آن بازی کرده‌است می‌توان به باشگاه فوتبال رجینا، باشگاه ورزشی لاتزیو، باشگاه فوتبال آلساندریا، باشگاه فوتبال ویرتوس انتلا، باشگاه فوتبال کیه‌وو ورونا، باشگاه فوتبال سالرنیتانا، باشگاه فوتبال چیتادلا، باشگاه فوتبال برشا، باشگاه فوتبال باری، باشگاه فوتبال روبور سیه‌نا، باشگاه فوتبال سمپدوریا، باشگاه فوتبال آولینو، و باشگاه فوتبال ویچنزا اشاره کرد.